# Guamúez
Il Guamúez (o Guamués) è un fiume che scorre in Colombia, nel Dipartimento di Putumayo. È un affluente del Putumayo: vi confluisce poco a monte della cittadina di Puerto Asís.